# Aftershow
Na televisão, um aftershow ou after-show é um talk show discutindo um programa de televisão do mesmo canal de transmissão logo após ele.

## Formato
O formato aftershow surgiu em meados dos anos 2000 com o programa The After Show do canal norte-americano MTV, e foi concebido inicialmente para acompanhar programas improvisados como o reality show. Em 2010, os canais de entretenimento dos EUA começaram a adicionar aftershows, para os mais populares script da série, até um ponto em que o New York Post escreveu a respeito do formato, tendo alcançado um "ponto de saturação", em 2016.
Um aftershow do formato típico, pioneira por Talking Dead da AMC em 2011, é de duas ou mais pessoas discutindo um episódio aclamado. Este é muitas vezes acompanhado por material de bônus da série, ou convidados especiais, como atores ou funcionários criativos. Os canais de televisão veem os aftershows como uma maneira acessível para fornecer mais conteúdo para os fãs ávidos da série popular, e como um local para interagir com os fãs diretamente. Eles também são importantes para canais como um meio para manter os espectadores sintonizados depois que um programa foi ao ar.

## Aftershowsnotáveis
| Título                       | Programa discutido                     | Primeira exibição | Última exibição | Canal                   | Notas                                                                      |
| ---------------------------- | -------------------------------------- | ----------------- | --------------- | ----------------------- | -------------------------------------------------------------------------- |
| The After Show               | Várias séries de reality               | 2010              |                 | MTV                     |                                                                            |
| Thronecast                   | Game of Thrones                        | 2011              | Em exibição     | Sky Atlantic            |                                                                            |
| Talking Dead                 | The Walking Dead Fear the Walking Dead | 2011              | Em exibição     | AMC                     | Começou com a segunda temporada; Apenas para episódios de estreia e final. |
| Talking Bad                  | Breaking Bad                           | 2013              | 2013            | AMC                     | Somente para episódios de estreia e de final.                              |
| Anarchy Afterword            | Sons of Anarchy                        | 2013              | 2014            | FX                      | Série online na web; Para as temporada seis e sete.                        |
| After the Black              | Orphan Black                           | 2015              | Em exibição     | Space / BBC America     | Começou com a terceira temporada.                                          |
| Talking Saul                 | Better Call Saul                       | 2016              | Em exibição     | AMC                     | Começou com a segunda temporada; Apenas para episódios de estreia e final. |
| After the Thrones            | Game of Thrones                        | 2016              | Em exibição     | HBO                     | Começou com a sexta temporada.                                             |
| Talking Preacher             | Preacher                               | 2016              | Em exibição     | AMC                     | Apenas para episódios de estreia e final.                                  |
| Hacking Robot                | Mr. Robot                              | 2016              | Em exibição     | USA Network             | Começou com a segunda temporada; Apenas para episódios de estreia e final. |
| Mr. Robot Digital After Show | Mr. Robot                              | 2016              | Em exibição     | The Verge / USA Network | Começou com a segunda temporada; Apenas online.                            |